# Codice ATC C01
Il codice ATC C01 "La terapia cardiaca" è un sottogruppo del sistema di classificazione Anatomico Terapeutico e Chimico, un sistema di codici alfanumerici sviluppato dall'OMS per la classificazione dei farmaci e altri prodotti medici. Il sottogruppo C01 fa parte del gruppo anatomico C, farmaci per l'apparato circolatorio.
Codici per uso veterinario (codici ATCvet) possono essere creati ponendo la lettera Q di fronte al codice ATC umano: QC01... I codici ATCvet senza corrispondente codice ATC umano sono riportati nella lista seguente con la Q iniziale.
Numeri nazionali della classificazione ATC possono includere codici aggiuntivi non presenti in questa lista, che segue la versione OMS.

## C01A Glicosidi cardiaci

### C01AA Glicosidi digitalici
C01AA01 Acetildigitossina
C01AA02 Acetildigossina
C01AA03 Digitalis pianta
C01AA04 Digitossina
C01AA05 Digossina
C01AA06 Lanatoside C
C01AA07 Deslanoside
C01AA08 Metildigossina
C01AA09 Gitoformato
C01AA52 Acetildigossina, associazioni

### C01AB Glicosidi della Scilla (botanica)
C01AB01 Proscillaridina
C01AB51 Proscillaridina, associazioni

### C01AC Glicosidi dello strofanto
C01AC01 G-strofantina
C01AC03 Cimarina

### C01AX Altri glicosidi cardiaci
C01AX02 Peruvoside

## C01B Antiaritmici, classe I e III

### C01BA Antiaritmici, classe Ia
C01BA01 Chinidina
C01BA02 Procainamide
C01BA03 Disopiramide
C01BA04 Sparteina
C01BA05 Ajmalina
C01BA08 Prajmalina
C01BA12 Lorajmina
C01BA51 Chinidina, associazioni esclusi psicolettici
C01BA71 Chinidina, associazioni con psicolettici

### C01BB Antiaritmici, classe Ib
C01BB01 Lidocaina
C01BB02 Mexiletina
C01BB03 Tocainide
C01BB04 Aprindina

### C01BC Antiaritmici, classe Ic
C01BC03 Propafenone
C01BC04 Flecainide
C01BC07 Lorcainide
C01BC08 Encainide
C01BC09 Etacizina

### C01BD Antiaritmici, classe III
C01BD01 Amiodarone
C01BD02 Bretilio
C01BD03 Bunaftina
C01BD04 Dofetilide
C01BD05 Ibutilide
C01BD06 Tedisamil
C01BD07 Dronedarone

### C01BG Altri antiaritmici, classe I e III
C01BG01 Moracizina
C01BG07 Cibenzolina
C01BG11 Vernakalant

## C01C Stimolanti cardiaci esclusi i glicosidi

### C01CA Agenti adrenergici e dopaminergici
C01CA01 Etilefrina
C01CA02 Isoprenalina
C01CA03 Norepinefrina
C01CA04 Dopamina
C01CA05 Norfenefrina
C01CA06 Fenilefrina
C01CA07 Dobutamina
C01CA08 Sinefrina
C01CA09 Metaraminolo
C01CA10 Metossamina
C01CA11 Mefentermina
C01CA12 Dimetofrina
C01CA13 Prenalterolo
C01CA14 Dopexamina
C01CA15 Gepefrina
C01CA16 Ibopamina
C01CA17 Midodrina
C01CA18 Octopamina
C01CA19 Fenoldopam
C01CA21 Cafedrina
C01CA22 Arbutamina
C01CA23 Teodrenalina
C01CA24 Epinefrina
C01CA25 Amezinio metilsolfato
C01CA26 Efedrina
C01CA30 Associazioni
C01CA51 Etilefrina, Associazioni

### C01CE Inibitori della fosfodiesterasi
C01CE01 Amrinone
C01CE02 Milrinone
C01CE03 Enoximone
C01CE04 Bucladesina
QC01CE90 Pimobendan

### C01CX Altri stimolanti cardiaci
C01CX06 Angiotensinamide
C01CX07 Xamoterolo
C01CX08 Levosimendan

## C01D Vasodilatatori utilizzati nelle malattie cardiovascolari

### C01DA Nitrati organici
C01DA02 Nitroglicerina
C01DA04 Metilpropilpropandiolo dinitrato
C01DA05 Tetranitrato di pentaeritrite
C01DA07 Propatilnitrato
C01DA08 Isosorbide dinitrato
C01DA09 Trolnitrato
C01DA13 Eritritile tetranitrato
C01DA14 Isosorbide mononitrato
C01DA20 Nitrati organici in associazione
C01DA38 Tenitramina
C01DA52 Nitroglicerina, associazioni
C01DA54 Metilpropilpropandiolo dinitrato, associazioni
C01DA55 Tetranitrato di pentaeritrite, associazioni
C01DA57 Propatilnitrato, associazioni
C01DA58 Isosorbide dinitrato, associazioni
C01DA59 Trolnitrato, associazioni
C01DA63 Eritritile tetranitrato, associazioni
C01DA70 Nitrati organici in associazione con psicolettici

### C01DB Vasodilatatori chinolonici
C01DB01 Flosequinan

### C01DX Altri vasodilatatori utilizzati nelle malattie cardiovascolari
C01DX01 Itramina tosilato
C01DX02 Prenilamina
C01DX03 Oxifedrina
C01DX04 Benziodarone
C01DX05 Carbocromene
C01DX06 Esobendina
C01DX07 Etafenone
C01DX08 Eptaminolo
C01DX09 Imolamina
C01DX10 Dilazep
C01DX11 Trapidil
C01DX12 Molsidomina
C01DX13 Efloxato
C01DX14 Cinepazet
C01DX15 Cloridarol
C01DX16 Nicorandil
C01DX18 Linsidomina
C01DX19 Nesiritide
C01DX21 Serelaxina
C01DX51 Itramina tosilato, associazioni
C01DX52 Prenilamina, associazioni
C01DX53 Oxifedrina, associazioni
C01DX54 Benziodarone, associazioni

## C01E Altri preparati cardiaci

### C01EA Prostaglandine
C01EA01 Prostaglandina E1

### C01EB Altri preparati cardiaci
C01EB02 Canfora
C01EB03 Indometacina
C01EB04 Glicosidi del Crataegus
C01EB05 Creatinolfosfato
C01EB06 Fosfocreatina
C01EB07 Fruttosio 1,6-bisfosfato
C01EB09 Ubidecarenone
C01EB10 Adenosina
C01EB11 Tiracizina
C01EB13 Acadesina
C01EB15 Trimetazidina
C01EB16 Ibuprofene
C01EB17 Ivabradina
C01EB18 Ranolazina
C01EB21 Regadenoson
C01EB22 Meldonium